# Comté de Bernalillo
Le comté de Bernalillo (en anglais : Bernalillo County) est l'un des 33 comtés de l'État du Nouveau-Mexique, aux États-Unis. Son siège est fixé dans la ville d'Albuquerque.

## Géographie
Selon les données du Bureau du recensement des États-Unis, le comté de Bernalillo a une superficie totale de 3 027 km² (soit 1 169 mi²), dont 3 020 km² (soit 1 166 mi²) de surfaces terrestres et 7 km2 (soit 3 mi²) de surfaces aquatiques (soit une proportion de 0,22 %).
Les comtés limitrophes sont :
- le comté de Sandoval, au nord ;
- le comté de Santa Fe, à l'est ;
- le comté de Torrance, à l'est ;
- le comté de Valencia, au sud ;
- le comté de Cibola, à l'ouest.

## Démographie
Lors du recensement de 2020, le comté était peuplé de 676 444 habitants.

## Localités
- Albuquerque, siège du comté et, par ailleurs, ville la plus peuplée de l'État
- Carnuel
- Cedar Crest
- Chilili
- Isleta Village Proper
- Isleta pueblo
- Los Ranchos de Albuquerque
- North Valley
- Rio Rancho
- South Valley
- Tijeras